# Fed Cup 2008 – zóna Asie a Oceánie
Zóna Asie a Oceánie je jednou ze tří oblastních zón Fed Cupu.

## 1. skupina
- Místo: National Tennis Development Centre, Bangkok, Thajsko
- Povrch: tvrdý (venku)
- Datum: 30. ledna – 2. února 2008

### Skupiny
|    | skupina A         | NZL | AUS | IDN | IND |
| 1. | Nový Zéland (2-1) |     | 1-2 | 3-0 | 2-1 |
| 2. | Austrálie (2-1)   | 2-1 |     | 1-2 | 3-0 |
| 3. | Indonésie (2-1)   | 0-3 | 2-1 |     | 2-1 |
| 4. | Indie (0-3)       | 1-2 | 0-3 | 1-2 |     |

|    | skupina B        | UZB | TPE | THA | HKG |
| 1. | Uzbekistán (3-0) |     | 2-1 | 2-1 | 2-1 |
| 2. | Tchaj-wan (2-1)  | 1-2 |     | 3-0 | 2-1 |
| 3. | Thajsko (1-2)    | 1-2 | 0-3 |     | 3-0 |
| 4. | Hongkong (0-3)   | 1-2 | 1-2 | 0-3 |     |

### Play-off
| Umístění      | Vítězný tým | Výsledek | Poražený tým |
| ------------- | ----------- | -------- | ------------ |
| o postup      | Uzbekistán  | 2–1      | Nový Zéland  |
| o 3.–4. místo | Tchaj-wan   | 3–0      | Austrálie    |
| o 5.–6. místo | Indonésie   | 2–1      | Thajsko      |
| o udržení     | Indie       | 2–1      | Hongkong     |

- Uzbekistán postoupil do baráže o Světovou skupinu II.
- Hongkong sestoupil do 2. Skupiny pro rok 2009.

## 2. skupina
- Místo: National Tennis Development Centre, Bangkok, Thajsko
- Povrch: tvrdý (venku)
- Datum: 30. ledna – 2. února 2008

### Skupiny
|    | skupina A         | KOR | FIL | SYR |
| 1. | Jižní Korea (2-0) |     | 2-1 | 3-0 |
| 2. | Filipíny (1-1)    | 1-2 |     | 3-0 |
| 3. | Sýrie (0-2)       | 0-3 | 0-3 |     |

|    | skupina B          | KAZ | SIN | TUR | SRI |
| 1. | Kazachstán (3-0)   |     | 3-0 | 3-0 | 3-0 |
| 2. | Singapur (2-1)     | 0-3 |     | 2-1 | 2-1 |
| 3. | Turkmenistán (1-2) | 0-3 | 1-2 |     | 2-1 |
| 4. | Srí Lanka (0-3)    | 0-3 | 1-2 | 1-2 |     |

### Play-off
| Umístění      | Vítězný tým  | Výsledek | Poražený tým |
| ------------- | ------------ | -------- | ------------ |
| o postup      | Jižní Korea  | 2–0      | Kazachstán   |
| o 3.–4. místo | Filipíny     | 2–0      | Singapur     |
| o 5.–6. místo | Turkmenistán | 2–1      | Sýrie        |

- Jižní Korea postoupila do 1. skupiny pro rok 2009.